# Tània Sàrrias
Tània Sàrrias, née le 28 septembre 1975 à Barcelone, est une actrice et présentatrice de télévision espagnole.

## Biographie
Tània Sàrrias commence ses études en journalisme, puis décide de changer d'orientation et d'intégrer l'art dramatique à l'Institut du Théâtre de Barcelone.
Elle commence sa carrière professionnelle comme présentatrice du l'émission musicale Sputnik sur la chaîne El 33 pendant plus de deux ans. Elle rejoint plus tard l'équipe du programme de TV3 La Columna présenté par Julia Otero.
Elle est également actrice, notamment dans les séries de TV3 Ventdelplà, Rhesus et Mar de fons.
Au cinéma, elle joue en 2008 dans Reflections avec Miguel Ángel Silvestre.
En 2014, elle joue de le rôle de l'agente Paula Carvajal dans la série El Príncipe de Telecinco.
Elle est l'une des grandes représentantes des droits des femmes et des droits LGBT en Espagne.

### Vie privée
De 2006 à 2010, elle a été en couple avec la journaliste et présentatrice de télévision Sandra Barneda.

## Filmographie
- 1995 : Joc de rol (téléfilm) : Berta
- 2006-2007 : Mar de fons (es) (série télévisée) : Jana
- 2007 : Gàbies d'or (téléfilm) : Periodista Berta
- 2008 : Reflections : Elena
- 2009 : Ventdelplà (série télévisée)
- 2009 : Ens veiem demà : Carlota
- 2010 : Rhesus (série télévisée) : Txell
- 2012 : Psychophony
- 2013 : Gran Nord (es) (série télévisée) : Núria Obach
- 2014-2015 : El Príncipe (es) (série télévisée) : Paula Carvajal
- 2016 : Bajo sospecha (es) (série télévisée) : Ella